# Nombre de Schmidt
El Nombre de Schmidt és un nombre adimensional definit com el quocient entre la viscositat cinemàtica i el coeficient de difusió de matèria, i és emprat per caracteritzar fluxos fluids en els quals tenen lloc processos de transport convectiu i de difusió de matèria simultàniament. Rep el nom en honor d'Ernst Heinrich Wilhelm Schmidt (1892–1975).
El nombre de Schmidt depèn de la temperatura tal com ho fan les propietats que el defineixen (viscositat i coeficient de difusió). Físicament relaciona el gruix de la capa límit hidrodinàmica i la capa límit de transport de matèria.

Matemàticament es defineix com as:
{\displaystyle {\mathit {Sc}}={\frac {\nu }{D}}}
on:
- {\displaystyle \nu } és la viscositat cinemàtica
- {\displaystyle D} és el coeficient de difusió.

L'anàleg al nombre de Schmidt en transferència de calor és el nombre de Prandtl.

## Nota
1. ↑  Incropera, Frank P.; DeWitt, David P. Fundamentals of Heat and Mass Transfer. 3rd Ed..  John Wiley & Sons, 1990, p. 345. ISBN 0-471-51729-1. Eq. 6.71.